# Magnus Henrekson
Magnus Henrekson, född 1958, är en svensk professor i nationalekonomi.

## Arbetsliv
Henrekson disputerade 1990 vid Göteborgs universitet. Mellan 2001 och 2009 innehade han Jacob Wallenbergs professur i nationalekonomi med särskild inriktning mot det svenska näringslivets utveckling och den ekonomiska politiken vid Handelshögskolan i Stockholm.
Hans forskning behandlar främst företagsklimatets institutionella bestämningsfaktorer, bland annat varför länder har olika ekonomisk tillväxt och varför tillväxten var svag i Sverige från slutet av 1960-talet till mitten av 1990-talet. 
Han var från och med 2005 vd för Institutet för Näringslivsforskning (IFN), som vid hans tillträde hette Industriens Utredningsinstitut (IUI), en post han lämnade 2020. Han efterträddes i november 2020 Fredrik Sjöholm, professor i internationell ekonomi vid Lunds universitet. Henrekson har dock fortsatt att vara verksam som forskare vid IFN.
Vid sidan av skrivandet av vetenskapliga publikationer har Henrekson varit en flitig samhällsdebattör med artiklar i Axess, Ekonomisk Debatt och Dagens Nyheter. Henrekson har bland annat kritiserat Hybritprojektet som drivs av de statliga företagen LKAB, Vattenfall, och SSAB. Under två år har Henrekson skrivit om frågan 28 gånger.
Tillsammans med Mikael Stenkula skrev han 2007 boken Entreprenörskap.
I juni 2023 utsågs Henrekson till särskild utredare i utredningen "Likvärdiga betyg och meritvärden, Dir. 2023:95" med uppdraget att lämna förslag på förändringar i betygssystemet och systemet för meritvärdering. Syftet är att meritvärden från grundskolan och gymnasial nivå mer rättvisande ska spegla elevers ämneskunskaper samt att motverka betygsinflation.

## Utmärkelser
- 2006 – Invald som ledamot av Kungl. Ingenjörsvetenskapsakademien[7]